# Adi Kejh
Adi Kejh, Addi Kejh albo Addi Kejih – miasto w Erytrei, w regionie Debub z populacją 63,944 osób. Przemysł spożywczy, włókienniczy.